# گوری یتر
گوری یتر (ارمنی: Գուրի Եթեր؛  زادهٔ ۲۵ دسامبر ۱۹۵۱ - درگذشته ۲ ژانویهٔ ۲۰۱۵)، نویسنده و شاعر اهل ارمنستان بود.

## زندگی‌نامه
وی با نام اصلی گوری دانیلی آوتیسیان (ارمنی: Գուրի Դանիելի Ավետիսյան) در ۲۵ دسامبر ۱۹۵۱ در شروما به دنیا آمد . وی عضو اتحادیه نویسندگان ارمنستان بود.  وی در ۲ ژانویهٔ ۲۰۱۵ در سن ۶۳ سالگی در تورتسخ درگذشت.